# Poręba
Poręba este un oraș în Polonia. În 2015 avea 8726 de locuitori.